# 並木路子
並木 路子（なみき みちこ、1921年（大正10年）9月30日 - 2001年（平成13年）4月7日）は、日本の歌手。本名：南郷 庸子（なんごう つねこ）、旧姓：小林（こばやし）。東京府・浅草生まれで、5歳まで台湾で暮らした。
松竹歌劇団の娘役スターとして、戦前から戦中戦後と活躍。戦後の混乱期に主演した松竹映画『そよかぜ』の主題歌及び挿入歌として歌った「リンゴの唄」が爆発的なヒットとなり、日本の代表的歌手と評されている。「リンゴの唄」は、歌謡史のみならず日本の歴史に残る歌となった。
芸名は ミス・コロムビアの「並木の雨」と、歌詞に出てくる「並木の路に…」の「路」に子を付けたもの。

## 生涯
- 1936年（昭和11年） 松竹少女歌劇学校に4期生として入学。同期に曙ゆり、小月冴子、加藤治子、月城彰子（後の岩井半四郎夫人）、若園照美（矢口陽子、後の黒澤明夫人）らがいた。
- 1937年（昭和12年） 浅草国際劇場落成杮落し公演『第8回東京踊り』オペレッタ『グリーンアルバム』で初舞台。
- 1945年（昭和20年） 松竹映画『そよかぜ』で映画初主演。主題歌及び挿入歌として映画の中で歌った「リンゴの唄」が爆発的ヒット。12月31日、NHK『紅白音楽試合』に「リンゴの唄」で出場。（『NHK紅白歌合戦』の前身。並木は後の『NHK紅白歌合戦』には生涯出場していない）
- 1946年（昭和21年）松竹歌劇団（SKD）を退団。
- 1955年（昭和30年） 東宝の宣伝プロデューサー、南郷隼人と結婚。
- 1961年（昭和36年）長男を出産。
- 1999年（平成11年）勲四等瑞宝章を受章。夫の南郷と死別以後は体調を崩しがちになっていく。
- 2001年（平成13年） 4月7日、自宅で入浴中に心筋梗塞で急死。享年79。

## エピソード
- ステージデビューは1937年（昭和12年）7月3日、国際劇場でオペレッタ「グリーンアルバム」。
- レコードデビューは1942年（昭和17年）1月、コロムビアレコード「世界隣組」。松竹歌劇団では多くの歌を歌ったが、「世界隣組」もその一つ。コロムビアレコードのスタジオで吹き込み、発売された。
- 1945年（昭和20年）3月9日、10日の東京大空襲で母親を亡くしている。彼女自身も、左目を痛め、後遺症となった。その他、次兄と父も戦争で、乗艦していた船がアメリカ軍の潜水艦に撃沈され死亡している。その上、立教大学の学生で初恋の人・上田四郎も学徒出陣による特攻隊出撃で亡くしている。よく「親類を戦争で全て亡くした」という記述を観ることがあるが誤りで、当時既に結婚していた姉と長兄（ただし東京大空襲当時は音信不通状態にあった。戦後しばらしてから復員）は無事であった。
- 「リンゴの唄」は松竹映画「そよかぜ」の主題歌で、主演に抜擢された並木が松竹歌劇団在籍のまま出演し、映画の中でも歌っている。レコードのオリジナル版「リンゴの唄」が霧島昇とのデュエットになっているのは、たまたまスタジオに来ていた霧島が「この曲は絶対当たる」と思い、スタッフに頼みデュエットという形にしたためと、彼女が新人だったためである。その代わり、裏面の「そよかぜ」を霧島の独唱から並木とのデュエットにしたという話がある。戦前戦後を通してヒット曲の多い霧島は、この唄をテレビやステージで歌うことは殆ど無かった。そのため「リンゴの唄」が霧島とのデュエットであったことは、並木によるソロバージョンの方が最も良く流通している理由もあり、後にあまり知られなくなった。なお裏面の「そよかぜ」は霧島のお気に入りで、後年ステレオで複数回再録音をしている。
- 1995年、阪神・淡路大震災の最大の被災地である神戸市長田区への慰問に訪れた際には、当時の新聞紙面には「焼け跡に再び『リンゴの唄』が流れた」という見出しで紹介された。奇しくも戦後50年の年である。この年には山野さと子（山野智子名義であった）による「リンゴの唄」のカバーシングルが発売されている（後に二人でステージにてデュエットしている）。
- その「リンゴの唄」は、歌謡曲の人気投票では意外にふるわず、「青い山脈」などにトップを譲った。理由をある文筆家[誰?]が評していわく「あまりにも焼け跡のイメージと直結しすぎるのではないか」と。
- 晩年に至るまで活発に活動し、亡くなった次の日もステージの仕事が入っていた。
- 「リンゴの唄」は大事な財産と公言していたが、リンゴ自体は好きではなかった。
- コロムビアの所属歌手からは小姐（なお大姐は二葉あき子）と呼ばれ、慕われていた。
- 二葉あき子の大ファンで、レパートリーは全部歌えると生前語っていた。また二葉も「私が死んだら、私の唄を歌い継いでね」というほど公私共に仲も良かった。

## 主な出演作品（映画）
- 「そよかぜ」
- 「グランドショウ1946年」
- 「歌のアルバム第一輯」
- 「歌のアルバム第二輯」
- 「仮面の街」
- 「弥次喜多凸凹道中」
- 「陽気な街」
- 「結婚狂時代」
- 「のど自慢狂時代」
- 「踊る龍宮城」
- 「鐘の鳴る丘」（クロの巻）
- 「弥次喜多猫化け道中」
- 「バナナ娘」
- 「エノケンの天一坊」
- 「おやおや人生」
- 「海を渡る千万長者」
- 「権九郎旅日記」

## 代表曲
- 「ワンダーラグ」
- 「世界隣組」
- 「リンゴの唄」（1946年1月レコード発売、年内に12万5000枚を売り上げた）
- 「そよかぜ」
- 「可愛いスイートピー」
- 「二人でいれば」
- 「東京ルンバ」
- 「愛のリボン」
- 「明るいひととき」
- 「見たり聞いたりためしたり」
- 「楽しい夢」
- 「胸の合鍵」
- 「乙女芸人の唄」
- 「恋の流れ星」
- 「恋ではないの」
- 「陽気な街」
- 「この母この子」
- 「花咲く丘」
- 「花さく乙女」
- 「私の心を知ってます」
- 「ラッキーボール」
- 「駒鳥のランタン」
- 「黒い扇」
- 「バナナ娘」
- 「美しきアルプスの少女」
- 「陽気なチンタ」
- 「真珠の月」
- 「梅田ブルース」
- 「東京のバラ娘」
- 「美しき母の瞳」
- 「ルムバの舞姫」
- 「赤い羽根の歌」
- 「恋のカナリア娘」
- 「ペンギン鳥の夢」（並木本人が最も気に入っていた持ち歌）
- 「風船玉の唄」
- 「恋の手品のABC」
- 「森の水車」
- 「ホープさん」
- 「チャイナのお嫁入り」
- 「パチンコ娘」
- 「恋を忘れましょう」
- 「陽気なカナリヤ娘」
- 「パイナップルと私」
- 「牧場のバンジョー」
- 「女性の声」
- 「陽気なハーモニカ娘」
- 「星影のブルース」
- 「ぬくもり」
- 「恋の道玄坂」
- 「リンゴの想い出」
- 「路よ」
- 「恋はおしゃれ」
- 「ほたるこの手の中で」
- 「季節の谷間に」

## テレビ番組
- 懐かしの歌声
- 夏祭りにっぽんのうた歌
- にっぽんの歌
- 年忘れにっぽんの歌（テレビ東京）
- ライオンのいただきます（フジテレビ）
- 昭和歌謡大全集（テレビ東京）
- NHK思い出のメロディー

## 並木路子を演じた人物
- miwa（NHK総合「紅白が生まれた日」 2015年3月21日）

- ドラマティックレビュー「TARKIE THE STORY」並木路子役　石川古都